# Норвіч (Огайо)
Норвіч (англ. Norwich) — селище (англ. village) в США, в окрузі Маскінґам штату Огайо. Населення — 87 осіб (2020).

## Географія
Норвіч розташований за координатами 39°59′4″ пн. ш. 81°47′33″ зх. д. / 39.98444° пн. ш. 81.79250° зх. д. (39.984317, -81.792364).  За даними Бюро перепису населення США в 2010 році селище мало площу 0,26 км², уся площа — суходіл.

## Демографія
Згідно з переписом 2010 року, у селищі мешкали 102 особи в 49 домогосподарствах у складі 34 родин. Густота населення становила 394 особи/км².  Було 56 помешкань (216/км²).
Расовий склад населення:
| - 100,0 % — білих |

До двох чи більше рас належало 0,0 %. Частка іспаномовних становила 0,0 % від усіх жителів.
За віковим діапазоном населення розподілялося таким чином: 11,8 % — особи молодші 18 років, 71,5 % — особи у віці 18—64 років, 16,7 % — особи у віці 65 років та старші. Медіана віку мешканця становила 49,0 року. На 100 осіб жіночої статі у селищі припадало 104,0 чоловіків;  на 100 жінок у віці від 18 років та старших — 114,3 чоловіків також старших 18 років.
Середній дохід на одне домашнє господарство  становив 52 023 долари США (медіана — 46 875), а середній дохід на одну сім'ю — 59 071 долар (медіана — 51 250). Медіана доходів становила 32 500 доларів для чоловіків та 21 500 доларів для жінок. За межею бідності перебувало 11,5 % осіб, у тому числі 11,1 % дітей у віці до 18 років та 0,0 % осіб у віці 65 років та старших.
Цивільне працевлаштоване населення становило 46 осіб. Основні галузі зайнятості: виробництво — 26,1 %, освіта, охорона здоров'я та соціальна допомога — 19,6 %, роздрібна торгівля — 15,2 %, мистецтво, розваги та відпочинок — 10,9 %.